# Чёрная любовь (телесериал)
«Чёрная любо́вь» (тур. Kara Sevda) — турецкий телесериал в жанре остросюжетной драмы.
На экранах с 14 октября 2015 года. Финальная серия была показана на телеканале Star TV 21 июня 2017 года. Премьера в России состоялась на канале «Русский бестселлер» 27 августа 2018 года. С 16 ноября 2020 года сериал транслировался на телеканале «Романтичное» в новой озвучке при участии известных актёров дубляжа. Премьера в России состоялась на канале «Ю» с 7 февраля по 30 сентября 2022 года.
Изначально сериал имел название «Сад мечтаний» (тур. Düş Bahçesi). Из-за конфликта между актрисой Зеррин Текиндор и режиссёром Волкан Коджатюрк съёмки сериала были приостановлены. Затем Волкан Коджатюрк покинул состав и был заменён на нового режиссёра — Хилаль Сарал, а название сериала было изменено на «Kara Sevda».
«Kara Sevda» в переводе с турецкого языка означает «высшая степень любви, очень сильное всепоглощающее чувство». Поэтому продюсерская компания Ay Yapim перевела название сериала на английский язык как «Endless Love», что в переводе на русский язык звучит как «Бесконечная любовь». Во многих сериях есть отсылка к знаку бесконечности.
С ноября 2020 года сериал транслируется на онлайн-сервисе more.tv
C декабря 2021 года сериал транслируется на онлайн-сервисе wink.ru

## Сюжет
Эта история о мужчине и девушке, не имеющих ничего общего, ведь они происходят из разных слоев общества, имеют непохожий круг общения. Однако это не мешает возникнуть любви в сердцах главных героев.
Их первая встреча была случайной, но изменила жизни обоих.
Однако богатство и бедность, в которых живут главные герои слишком далеки друг от друга. Против союза влюбленных выступают их родители и друзья.
Тем не менее никакие препятствия не способны разрушить искренние чувства главных героев.
В жизни Нихан есть мужчина, который обладает властью над ней. Он упивается собственным могуществом и не намерен его лишаться. Обманом и подлостью он разлучает главных героев. Но сердце Нихан продолжает стремиться к Кемалю. Несмотря на расстояния, препятствия и трагедии на жизненном пути, главные герои продолжают искренне любить друг друга. Им суждено пронести это чувство через многие годы, многочисленные испытания.

## В ролях
| Актёр                 | Роль              |
| --------------------- | ----------------- |
| Бурак Озчивит         | Кемаль Сойдере    |
| Неслихан Атагюль      | Нихан Сезин       |
| Каан Урганджиоглу     | Эмир Козджуоглу   |
| Хазал Филиз Кючюккёсе | Зейнеп Сойдере    |
| Мелиса Аслы Памук     | Асу Аладжахан     |
| Зеррин Текиндор       | Лейла Кандарлы    |
| Орхан Гюнер           | Хюсеин Сойдере    |
| Зейно Эраджар         | Фехиме Сойдере    |
| Неше Байкент          | Вильдан Сезин     |
| Кюршат Алныачик       | Ондер Сезин       |
| Барыш Алпайкут        | Озан Сезин        |
| Рюзгяр Аксой          | Тарык Сойдере     |
| Чагла Демир           | Бану Сойдере      |
| Али Бурак Джейлан     | Туфан Канер       |
| Бурак Серген          | Галип Козджуоглу  |
| Керем Алышык          | Айхан Кандарлы    |
| Гёкай Мюфтюоглу       | Салих             |
| Угур Арслан           | Зехир (Фикрет)    |
| Эрхан Алпай           | Хакан Тандур      |
| Эдже Мюдессироглу     | Зехра Тоскан      |
| Эдже Яшар             | Эда               |
| Берк Гюнешберк        | Шафак             |
| Орал Озер             | Мехмет            |
| Метин Джошкун         | Хаккы Аладжахан   |
| Нихан Ашыджы          | Ясемин            |
| Акан Башак            | Эфсане            |
| Ипек Бюйюкакин        | Пелин             |
| Бедир Тасдемир        | Месут             |
| Элиф Озкул            | Сема              |
| Мирка Бучак           | Карен             |
| Рыза Леки             | Танер             |
| Айшен Инджи           | Мюжгян Козджуоглу |
| Бетюл Асчиоглу        | Нурсен            |
| Сахин Генч            | Саллабаш          |
| Гекмен Байрактар      | Гюрджан Авалы     |
| Гизем Караджа         | Мерджан Йылмаз    |
| Барыш Кислак          | Адем              |
| Серкхат Мидият        | Боран             |
| Арвен Берен Кушатман  | Дениз Сойдере     |

## Трансляции
| Страна             | Телеканал                    | Дата трансляций     |
| ------------------ | ---------------------------- | ------------------- |
| Косово             | RTV 21                       | 7 апреля 2016       |
| Албания            | Jolly HD                     | 26 мая 2016         |
| Греция             | Mega TV                      | 12 июня 2016        |
| Сербия             | RTV Pink                     | 9 января 2017       |
| Казахстан          | 31 канал                     | 27 февраля 2017     |
| Румыния            | Kanal D                      | 20 марта 2017       |
| Индонезия          | TV One                       | 15 апреля 2017      |
| Украина            | 1+1                          | 28 августа 2017     |
| Северная Македония | Sitel TV                     | 31 января 2018      |
| Польша             | TVP1                         | 24 августа 2018     |
| Россия             | Русский бестселлер           | 27 августа 2018     |
| Узбекистан         | Komilov TV (YouTube channel) | 21 май августа 2021 |
| Узбекистан         | ZO’R TV                      | 31 август 2017      |

## Награды и номинации
20 ноября 2017 сериал «Черная любовь» получила награду «Эмми», в номинации «Лучшая теленовелла года»